# American Crime Story/Episodenliste
Diese Episodenliste enthält alle Episoden der US-amerikanischen Dramaserie American Crime Story, sortiert nach der US-amerikanischen Erstausstrahlung. Die Serie umfasst derzeit drei Staffeln mit 29 Episoden.

## Übersicht
| Staffel | Untertitel                  | Episodenanzahl | Erstausstrahlung USA | Erstausstrahlung USA | Deutschsprachige Erstausstrahlung | Deutschsprachige Erstausstrahlung |
| Staffel | Untertitel                  | Episodenanzahl | Staffelpremiere      | Staffelfinale        | Staffelpremiere                   | Staffelfinale                     |
| ------- | --------------------------- | -------------- | -------------------- | -------------------- | --------------------------------- | --------------------------------- |
| 1       | The People v. O. J. Simpson | 10             | 2. Februar 2016      | 5. April 2016        | 6. Januar 2017                    | 10. März 2017                     |
| 2       | Der Mord an Gianni Versace  | 9              | 12. Januar 2018      | 21. März 2018        | 29. Januar 2018                   | 07. April 2018                    |
| 3       | Impeachment                 | 10             | 7. September 2021    | 9. November 2021     | 28. September 2021                | 30. November 2021                 |

## Staffel 1
Die Erstausstrahlung der ersten Staffel war vom 2. Februar bis zum 5. April 2016 auf dem US-amerikanischen Kabelsender FX zu sehen. Die deutschsprachige Erstausstrahlung sendete der Pay-TV-Sender Sky Atlantic HD vom 6. Januar bis zum 10. März 2017.
| Nr. (ges.) | Nr. (St.) | Deutscher Titel            | Originaltitel             | Erstausstrahlung USA | Deutschsprachige Erstausstrahlung (D) | Regie             | Drehbuch                                                             | Zuschauer (USA) |
| ---------- | --------- | -------------------------- | ------------------------- | -------------------- | ------------------------------------- | ----------------- | -------------------------------------------------------------------- | --------------- |
| 1          | 1         | Doppelmord in Brentwood    | From the Ashes of Tragedy | 2. Feb. 2016         | 6. Jan. 2017                          | Ryan Murphy       | Scott Alexander & Larry Karaszewski                                  | 5,11 Mio.       |
| 2          | 2         | Auf der Flucht             | The Run of His Life       | 9. Feb. 2016         | 13. Jan. 2017                         | Ryan Murphy       | Scott Alexander & Larry Karaszewski                                  | 3,89 Mio.       |
| 3          | 3         | Das Dream-Team             | The Dream Team            | 16. Feb. 2016        | 20. Jan. 2017                         | Anthony Hemingway | D. V. DeVincentis                                                    | 3,33 Mio.       |
| 4          | 4         | 100 Prozent nicht schuldig | 100 % Not Guilty          | 23. Feb. 2016        | 27. Jan. 2017                         | Anthony Hemingway | Maya Forbes, Wallace Wolodarsky, Scott Alexander & Larry Karaszewski | 2,99 Mio.       |
| 5          | 5         | Das N-Wort                 | The Race Card             | 1. März 2016         | 3. Feb. 2017                          | John Singleton    | Joe Robert Cole                                                      | 2,72 Mio.       |
| 6          | 6         | Marcia, Marcia, Marcia     | Marcia, Marcia, Marcia    | 8. März 2016         | 10. Feb. 2017                         | Ryan Murphy       | D. V. DeVincentis                                                    | 3,00 Mio.       |
| 7          | 7         | Verschwörungstheorien      | Conspiracy Theories       | 15. März 2016        | 17. Feb. 2017                         | Anthony Hemingway | D. V. DeVincentis                                                    | 2,88 Mio.       |
| 8          | 8         | Kampf um die Jury          | A Jury in Jail            | 22. März 2016        | 24. Feb. 2017                         | Anthony Hemingway | Joe Robert Cole                                                      | 2,91 Mio.       |
| 9          | 9         | Manna vom Himmel           | Manna from Heaven         | 29. März 2016        | 3. März 2017                          | Anthony Hemingway | Scott Alexander & Larry Karaszewski                                  | 2,76 Mio.       |
| 10         | 10        | Das Urteil                 | The Verdict               | 5. Apr. 2016         | 10. März 2017                         | Ryan Murphy       | Scott Alexander & Larry Karaszewski                                  | 3,29 Mio.       |

## Staffel 2
Die Erstausstrahlung der zweiten Staffel war vom 17. Januar bis zum 28. März 2018 auf dem US-amerikanischen Kabelsender FX zu sehen. Die deutschsprachige Erstausstrahlung sendete der Pay-TV-Sender Sky Atlantic HD vom 29. Januar bis zum 26. März 2018.
| Nr. (ges.) | Nr. (St.) | Deutscher Titel                    | Originaltitel              | Erstausstrahlung USA | Deutschsprachige Erstausstrahlung (D) | Regie                 | Drehbuch                    | Zuschauer (USA) |
| ---------- | --------- | ---------------------------------- | -------------------------- | -------------------- | ------------------------------------- | --------------------- | --------------------------- | --------------- |
| 11         | 1         | Der Mann, der en vogue sein wollte | The Man Who Would Be Vogue | 17. Jan. 2018        | 29. Jan. 2018                         | Ryan Murphy           | Tom Rob Smith               | 2,22 Mio.       |
| 12         | 2         | Menschenjagd                       | Manhunt                    | 24. Jan. 2018        | 5. Feb. 2018                          | Nelson Cragg          | Tom Rob Smith               | 1,42 Mio.       |
| 13         | 3         | Eine zufällige Bluttat             | A Random Killing           | 31. Jan. 2018        | 12. Feb. 2018                         | Gwyneth Horder-Payton | Tom Rob Smith               | 1,26 Mio.       |
| 14         | 4         | Die Hütte am See                   | House by the Lake          | 7. Feb. 2018         | 19. Feb. 2018                         | Dan Minahan           | Tom Rob Smith               | 0,98 Mio.       |
| 15         | 5         | Nicht fragen, nichts sagen         | Don’t Ask Don’t Tell       | 14. Feb. 2018        | 26. Feb. 2018                         | Dan Minahan           | Tom Rob Smith               | 0,91 Mio.       |
| 16         | 6         | Abstieg                            | Descent                    | 28. Feb. 2018        | 5. März 2018                          | Gwyneth Horder-Payton | Tom Rob Smith               | 1,10 Mio.       |
| 17         | 7         | Aufstieg                           | Ascent                     | 7. März 2018         | 12. März 2018                         | Gwyneth Horder-Payton | Tom Rob Smith               | 0,92 Mio.       |
| 18         | 8         | Schöpfer/Zerstörer                 | Creator/Destroyer          | 14. März 2018        | 19. März 2018                         | Matt Bomer            | Tom Rob Smith & Maggie Cohn | 1,00 Mio.       |
| 19         | 9         | Allein                             | Alone                      | 21. März 2018        | 26. März 2018                         | Daniel Minahan        | Tom Rob Smith               | 1,20 Mio.       |

## Staffel 3
Die Erstausstrahlung der ersten Staffel war vom 7. September bis zum 9. November 2021 auf dem US-amerikanischen Kabelsender FX zu sehen. Die deutschsprachige Erstausstrahlung sendete der Pay-TV-Sender Sky Atlantic HD vom 28. September bis zum 30. November 2021.
| Nr. (ges.) | Nr. (St.) | Deutscher Titel                     | Originaltitel                        | Erstausstrahlung USA | Deutschsprachige Erstausstrahlung (D) | Regie                      | Drehbuch                                       | Zuschauer (USA) |
| ---------- | --------- | ----------------------------------- | ------------------------------------ | -------------------- | ------------------------------------- | -------------------------- | ---------------------------------------------- | --------------- |
| 20         | 1         | Exil                                | Exiles                               | 7. Sep. 2021         | 28. Sep. 2021                         | Ryan Murphy                | Sarah Burgess                                  | 0,92 Mio.       |
| 21         | 2         | Der Präsident hat mich geküsst      | The President Kissed Me              | 14. Sep. 2021        | 5. Okt. 2021                          | Michael Uppendahl          | Sarah Burgess                                  | 0,69 Mio.       |
| 22         | 3         | Nicht glaubwürdig                   | Not to believed                      | 21. Sep. 2021        | 12. Okt. 2021                         | Michael Uppendahl          | Sarah Burgess                                  | 0,66 Mio.       |
| 23         | 4         | Telefonate                          | The Telephone Hour                   | 28. Sep. 2021        | 19. Okt. 2021                         | Laure de Clermont-Tonnerre | Flora Birnbaum                                 | 0,61 Mio.       |
| 24         | 5         | Hörst du, was ich höre?             | Do You Hear What I Hear?             | 5. Okt. 2021         | 26. Okt. 2021                         | Laure de Clermont-Tonnerre | Halley Feiffer                                 | 0,54 Mio.       |
| 25         | 6         | In der Mangel                       | Man Handled                          | 12. Okt. 2021        | 2. Nov. 2021                          | Ryan Murphy                | Sarah Burgess                                  | 0,55 Mio.       |
| 26         | 7         | Die Hinrichtung der Monica Lewinsky | The Assassination of Monica Lewinsky | 19. Okt. 2021        | 9. Nov. 2021                          | Michael Uppendahl          | Sarah Burgess & Flora Birnbaum & Daniel Pearle | 0,61 Mio.       |
| 27         | 8         | Stand by Your Man                   | Stand by Your Man                    | 26. Okt. 2021        | 16. Nov. 2021                         | Rachel Morrison            | Flora Birnbaum                                 | 0,62 Mio.       |
| 28         | 9         | Die Grand Jury                      | The Grand Jury                       | 2. Nov. 2021         | 23. Nov. 2021                         | Rachel Morrison            | Sarah Burgess                                  | 0,59 Mio.       |
| 29         | 10        | Der Starr-Report                    | The Wilderness                       | 9. Nov. 2021         | 30. Nov. 2021                         | Michael Uppendahl          | Sarah Burgess                                  | 0,54 Mio.       |